# Nykterhetens vänner
Nykterhetens vänner eller Raittiuden Ystävät är Finlands äldsta nykterhetsförening.
Organisationen grundades 1853 i samband att en kommitté bildades i Helsingfors med syftet att samla pengar för tryckning av skrifter mot alkoholmissbruket i landet. År 1860 ombildades kommittén till föreningen Måttlighetens vänner (Kohtuuden Ystävät), men 1884 bytte man namnet till Nykterhetens vänner. År 1883 blev föreningen centralorganisation för den absolutistiska nykterhetsrörelsen. År 1905 gick de svenskspråkiga nykterhetsföreningarna ur. Senare utträdde även andra organisationer. 
Sedan 1950 upprätthåller Nykterhetens vänner en folkhögskola i Joutseno. Idag fokuserar organisationen på förebyggande missbruksvård. Man samarbetar med landets kommuner och andra organisationer. Socialrådet Jaakko Nikula är ordförande medan Tom Anthoni är verksamhetschef. Organisationen har omkring 11 500 medlemmar på 185 nykterhetsföreningar i femton distrikt.
Nykterhetens vänner ger förtjänsttecken åt personer som utmärkt sig i organisationens anda. Hösten 2006 erhöll exempelvis Arno Kotro medalj när han slutade sitt missbruk och verkade mot alkoholmissbruk i offentligheten. 
Föreningen utger tidningen Raitis (Nykter). 